# Injektionspräparat

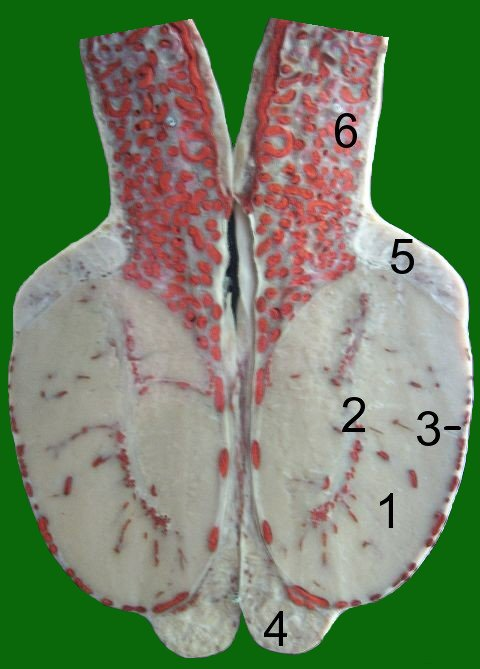
Injektionspräparat eines Stierhodens (Blutgefäße mit roter Gelatine gefüllt)

Ein Injektionspräparat stellt anatomische Hohlraumsysteme wie Harntrakt, Atemwege, Gallengangsystem und Blutgefäße mittels einer Injektion dreidimensional dar. 

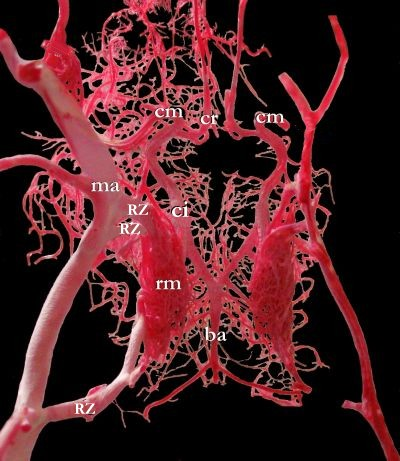
Circulus arteriosus cerebri eines Schafes. Korrosionspräparat mit einem Methacrylat (Kallocryl)

Das frisch entnommene Organ wird zu diesem Zweck durchgespült und anschließend eine Flüssigkeit oder aushärtende Masse injiziert. Als Flüssigkeiten werden z. B. Tusche oder Röntgenkontrastmittel verwendet. Aushärtende Massen sind z. B.:
- Niedrigschmelzende Metalllegierungen (Woodsches Metall)
- Kittähnliche Massen
- Gelatine
- Naturkautschuk
- Polymerisierende Kunstharze

Nachträglich kann das Gewebe noch mit Kalilauge aufgelöst werden. Übrig bleibt der negative Ausguss des Systems, welcher dann als Korrosionspräparat  bezeichnet wird. Dadurch kann ein Hohlraumsystem komplett demonstriert werden. Die gewonnenen Präparate können nun entweder makroskopisch oder unter einem Rasterelektronenmikroskop untersucht werden. Um die feinen Strukturen zu schützen, kann das Präparat anschließend in ein transparentes Kunstharz eingegossen werden (Einbettungspräparat). Den gleichen Effekt erzielt man mit einer Aufhellung des Gewebes nach Spalteholz.
Im Jahr 1743 verfasste der Medizinstudent Johann Georg Hoffmann in Würzburg eine Dissertation mit dem Titel De apibus, melle et cera sistens anatomiae cereae praestantia et utilitate über Wachsinjektionen, worin unter anderem Gefäßinjektionspräparate der anatomischen Sammlung im Gartenpavillon des Juliusspitals erwähnt sind.  Mikroskopische Injektionspräparate wurden bereits im 19. Jahrhundert von dem Wiener Anatomen Joseph Hyrtl, der damit weltweit Anerkennung fand, hergestellt.